# Список улиц Нарьян-Мара
Список улиц Нарьян-Мара — административного центра Ненецкого автономного округа Архангельской области.

## Площади
Со 2 апреля 1932 года по 24 марта 1958 года в Нарьян-Маре существовала Красная площадь. Затем площадь стала частью улицы Сапрыгина. Территория бывшей Красной площади используется в качестве конечной остановки городских автобусов «Морской порт».
| Название         | Микрорайон  | Время образования | Прежние названия | Происхождение названия                                                                                        |
| ---------------- | ----------- | ----------------- | ---------------- | --- |
| им. В. И. Ленина | Центральный |                   |                  | названа в честь В. И. Ленина — российского революционера, советского политического и государственного деятеля |
| Марад Сей        | Центральный | 26 ноября 2009    |                  | в переводе с ненецкого языка — «Марад’сей» — «Сердце города»                                                  |

## Улицы
| Название              | Микрорайоны                                                       | Время образования       | Прежние названия                                     | Происхождение названия |
| --------------------- | ----------------------------------------------------------------- | ----------------------- | ---------------------------------------------------- | --- |
| им. 60-летия Октября  | Качгорт, Сахалин                                                  |                         | Центральная                                          | 24 августа 1977 названа в честь юбилея Октябрьской революции 1917 года                                                                                                |
| им. 60 лет СССР       | Городецкий                                                        |                         | Зональная станция, Молодёжная                        | в 1982 году названа в честь юбилея СССР |
| Авиаторов             | Авиаторов                                                         | начало 1950-х           |                                                      | |
| Аэродромная           | Старый Аэропорт                                                   | 20 ноября 2008          |                                                      | |
| Берёзовая             | Мирный                                                            | 20 мая 2011             |                                                      | |
| Бондарная             | Старая Бондарка                                                   |                         |                                                      | |
| им. И. П. Выучейского | Центральный                                                       | 2 апреля 1932           | Печорская                                            | 7 октября 1936 года названа в честь И. П. Выучейского — государственного и общественного деятеля, председателя Ненецкого окрисполкома.                                |
| им. И. П. Выучейского | Центральный                                                       | 25 марта 1934           | Оленная                                              | 7 октября 1936 года названа в честь И. П. Выучейского — государственного и общественного деятеля, председателя Ненецкого окрисполкома.                                |
| Заводская             | Лесозавод                                                         |                         |                                                      | |
| Звёздная              | Старый аэропорт                                                   | 24 июня 2014            |                                                      | |
| Зелёная               | Хорей-Верской экспедиции                                          |                         |                                                      | |
| Зимняя                | Качгорт                                                           |                         |                                                      | |
| им. С. Н. Калмыкова   | Новый посёлок                                                     |                         |                                                      | названа в честь С. Н. Калмыкова — революционера, организатора рабочего движения на лесозаводе «Стелла Поларе»                                                         |
| Комсомольская         | Лесозавод                                                         |                         |                                                      | |
| Красная               | Кармановка                                                        |                         |                                                      | |
| им. Василия Ледкова   | Лесозавод                                                         | 25 февраля 2016         |                                                      | названа в честь В. Н. Ледкова — ненецкого поэта и писателя. |
| им. В. И. Ленина      | Центральный, Городецкий                                           | 16 декабря 1954         | Советская                                            | 27 ноября 1965 года названа в честь В. И. Ленина — российского революционера, советского политического и государственного деятеля                                     |
| Меньшикова            | Городецкий                                                        | 1 июля 1986             |                                                      | названа в честь И. Н. Меньшикова — русского и ненецкого писателя |
| Мира                  | Мирный                                                            |                         |                                                      | |
| Морская               | Качгорт                                                           |                         |                                                      | |
| Мурманская            | Захребётный                                                       | май 1996                |                                                      | |
| Набережная            | Качгорт                                                           |                         |                                                      | |
| Народная              | Лесозавод                                                         | 24 июня 2014            |                                                      | |
| Ненецкая              | Центральный                                                       |                         |                                                      | |
| Оленная               | Центральный                                                       | 1936                    |                                                      | |
| Оленная               | Центральный                                                       | 2 апреля 1932           | Хале-Седа                                            | |
| Оленная               | Центральный                                                       | 25 марта 1934           | Хоседа-Хале                                          | |
| Октябрьская           | Центральный, Южный                                                | 1954                    |                                                      | названа в честь Октябрьской революции 1917 года |
| Первомайская          | Центральный                                                       | 25 марта 1934           | Набережная                                           | назван в честь советского праздника 1 мая |
| Песчаная              | Кармановка                                                        |                         |                                                      | |
| Печорская             | Центральный, Южный                                                | 1954                    |                                                      | . |
| Пионерская            | Центральный, Южный                                                | 1954                    |                                                      | названа для увековечивания пионерского движения в Нарьян-Маре и НАО                                                                                                   |
| Победы                | Центральный                                                       | 20 апреля 1935          | Северная                                             | 6 апреля 1965 года названа в честь победы СССР в Великой Отечественной войне                                                                                          |
| им. Валерия Поздеева  | Старый аэропорт                                                   | 25 февраля 2016         |                                                      | названа в честь В. Н. Поздеева — лётчика, лауреата государственной премии СССР, кавалера ордена «Знак Почёта».                                                        |
| Полярная              | Центральный                                                       | 2 апреля 1932           |                                                      | |
| Полярных летчиков     | Старый аэропорт                                                   | 25 июня 2009            |                                                      | |
| Портовая              | Центральный                                                       |                         |                                                      | |
| Прибрежная            | Старый аэропорт                                                   | 24 июня 2014            |                                                      | |
| Профессора Чернова    | Центральный                                                       | 20 марта 2006           |                                                      | названа в честь Г. А. Чернова — первооткрывателя Воркутинского угольного месторождения и нефтегазоносного района Большеземельской тундры                              |
| Пустозерская          | Центральный, Южный                                                | 1960                    | Колхозная                                            | |
| им. А. П. Пырерки     | Центральный                                                       | 9 декабря 1932          | Партизанский проспект                                | 24 марта 1958 года названа в честь А. П. Пырерки — первого ненецкого учёного-лингвиста                                                                                |
| им. А. П. Пырерки     | Центральный                                                       | 25 марта 1934           | Партизанская                                         | 24 марта 1958 года названа в честь А. П. Пырерки — первого ненецкого учёного-лингвиста                                                                                |
| Рабочая               | Рыбокомбинат, Хорей-Верской экспедиции                            | 1962                    |                                                      | |
| Радужная              | Старый аэропорт                                                   | 19 апреля 2012          |                                                      | |
| Речная                | Качгорт                                                           |                         |                                                      | |
| Российская            | Старый аэропорт                                                   |                         |                                                      | |
| Рыбников              | Городецкий, Кармановка                                            |                         |                                                      | |
| Рябиновая             | Старый аэропорт                                                   |                         |                                                      | |
| им Н. Е. Сапрыгина    | Центральный                                                       | 2 апреля 1932           | Оленная                                              | 24 марта 1958 года названа в честь Н. Е. Сапрыгина — партийного и государственного деятеля СССР, принявшего активное участие в создании Ненецкого автономного округа  |
| им Н. Е. Сапрыгина    | Центральный                                                       | 25 марта 1934           | Печорская                                            | 24 марта 1958 года названа в честь Н. Е. Сапрыгина — партийного и государственного деятеля СССР, принявшего активное участие в создании Ненецкого автономного округа  |
| Светлая               | Старый аэропорт                                                   |                         |                                                      | |
| им. Георгия Седова    | Лесозавод                                                         | 25 февраля 2016         |                                                      | названа в честь Г. Я. Седова — русского полярного исследователя,. |
| Смидовича             | Центральный                                                       | 2 апреля 1932           | Октябрьский проспект                                 | 17 апреля 1935 года названа в честь П. Г. Смидовича — партийного и государственного деятеля СССР, принявшего активное участие в создании Ненецкого автономного округа |
| Смидовича             | Центральный                                                       | 25 марта 1934           | Заполярный проспект                                  | 17 апреля 1935 года названа в честь П. Г. Смидовича — партийного и государственного деятеля СССР, принявшего активное участие в создании Ненецкого автономного округа |
| Смидовича             | Центральный                                                       | Нарьян-Марский проспект |                                                      | 17 апреля 1935 года названа в честь П. Г. Смидовича — партийного и государственного деятеля СССР, принявшего активное участие в создании Ненецкого автономного округа |
| Совхозная             | Совхоз                                                            |                         |                                                      | |
| Саблина               | Мирный                                                            | январь 2019             | первоначально улицу предполагалось назвать Солнечная | названа в честь Леонида Саблина - российского государственного и политического деятеля, депутата Совета Федерации России, с 2005 года по 2008 год — мэра Нарьян-Мара  |
| Строительная          | Рыбокомбинат, Сахалин                                             |                         |                                                      | |
| Студенческая          | Центральный                                                       |                         |                                                      | |
| им В.В.Сущинского     | Авиаторов                                                         | 28 июня 2011            |                                                      | названа в честь Виталия Владимировича Сущинского (1890—1938) — русского авиатора, пилота авиации Ненецкого окрисполкома                                               |
| им А. Ф. Титова       | Хорей-Верской экспедиции                                          |                         |                                                      | названа в честь А. Ф. Титова — первооткрывателя нефтяных и газовых месторождений                                                                                      |
| им. Тыко Вылко        | Центральный                                                       | 20 апреля 1935          | Тундровая                                            | 22 марта 1966 года названа в честь Тыко Вылки — ненецкого художника, сказителя, общественно-политического деятеля                                                     |
| Хатанзейского         | Центральный                                                       | 2 апреля 1932           | Новооленная                                          | 25 марта 1934 года названа в честь Г. В. Хатанзейского — революционера, организатора рабочего движения на лесозаводе «Стелла Поларе»                                  |
| им. И. К. Швецова     | Авиаторов                                                         | 28 июня 2011            |                                                      | названа в честь Швецова Ивана Кузьмича (15.01.1923—2.11.2001), 1-го секретаря Ненецкого окружкома КПСС (1959—1975)                                                    |
| Школьная              | Качгорт                                                           |                         |                                                      | |
| Юбилейная             | Лесозавод, Новый посёлок, Бондарка Захребётный, посёлок Искателей |                         |                                                      | |
| Южная                 | Южный                                                             | 1956                    |                                                      | |
| им. С. Н. Явтысого    | Южный                                                             | 1988                    |                                                      | названа в честь Явтысого Семена Николаевича (3.09.1941 — 12.03.1973), первого пилота-ненца                                                                            |

## Переулки
| Название        | Микрорайон               | Время образования | Прежние названия | Происхождение названия                                                                                                |
| --------------- | ------------------------ | ----------------- | ---------------- | --- |
| 1-й, переулок   | Качгорт                  |                   |                  | |
| 2-й, переулок   | Качгорт                  |                   |                  | |
| им Н.Г.Антипина | Мирный                   |                   |                  | назван в честь Николая Гавриловича Антипина — с 1933 по 1937 год и с 1953 по 1960 год директора Печорского лесозавода |
| Аэропортовский  | район аэропорта          |                   |                  | |
| Банный          | Мирный                   | 19 апреля 2012    |                  | |
| Биржевой        | Лесозавод                | 20 ноября 2008    |                  | |
| Брусничный      | Мирный                   | 28 октября 2010   |                  | |
| Весенний        | Совхоз                   |                   |                  | |
| Высоцкого       | Мирный                   | 19 июня 1992      |                  | назван в честь Владимира Семёновича Высоцкого — советского поэта, актёра и певца.                                     |
| Дорожный        | Мирный                   | 18 апреля 2005    |                  | |
| Заполярный      | Новый посёлок            |                   |                  | |
| Ивовый          | Мирный                   | 19 апреля 2012    |                  | |
| Лесной          | Центральный              | 1957              |                  | |
| М.Баева         | Новый посёлок            |                   | улица Новая      | назван в честь М. М. Баева — революционера, организатора рабочего движения на лесозаводе «Стелла Поларе»              |
| Малый Качгорт   | Малый Качгорт            | 17 июля 1986      |                  | |
| Мартина Ульсена | Мирный                   |                   |                  | назван в честь лесопромышленника Мартина Ульсена — основателя лесозавода «Стелла Поларе»                              |
| Ольховый        | Хорей-Верской экспедиции | 26 марта 2009     |                  | |
| Полевой         | Мирный                   | 19 июня 1992      |                  | |
| Рождественский  | Мирный                   |                   |                  | |
| Рыбацкий        | Центральный              | 1957              |                  | |
| Сахалинский     | Сахалин                  |                   |                  | |
| Северный        | Новый посёлок            |                   |                  | |
| Снежный         | Качгорт                  | 2005              |                  | |
| Черничный       | Мирный                   | 3 ноября 2018     |                  | |

## Проезды
| Название              | Микрорайон               | Время образования | Прежние названия | Происхождение названия |
| --------------------- | ------------------------ | ----------------- | ---------------- | --- |
| Ветеринарный          | Хорей-Верской экспедиции | 24 июня 2015      |                  | название безымянному ранее проезду дано после завершения строительства ветеринарной клиники                                         |
| им Капитана Матросова | Центральный              | 22 февраля 2006   |                  | назван в честь Валерия Ивановича Матросова — капитана милиции, 19 апреля 1992 года погибшего при исполнении служебных обязанностей) |
| Качгортский           | Качгорт                  | 2005              |                  | |
| Карьерный             | район аэропорта          | 20 сентября 2012  |                  | |
| Лесопильщиков         | Лесозавод                | 24 июня 2014      |                  | |
| Ноябрьский            | Качгорт                  | 2009              |                  | |
| Производственный      | район аэропорта          | 20 сентября 2012  |                  | |
| Стивидоров            | Лесозавод                | 24 июня 2014      |                  | |
| Торговый              | Южный                    | 19 апреля 2012    |                  | |